# チロ (犬)
チロ（1969年10月頃 - 1981年9月14日）は、藤井旭（イラストレーター・天体写真家）が飼育していたメスの北海道犬である。
「白河天体観測所」という私営天文台の「天文台長」を務め、地元の人々や天文ファンなどに「チロちゃん」、「犬の天文台長さん」などと親しまれていた。その死後、藤井はチロとのエピソードや周囲の「星仲間たち」との交流などを『星になったチロ』などの子供向けの本にまとめた。『星になったチロ』は、読書感想文コンクールの課題図書に選定されたりプラネタリウム向けの配給番組になったりするなど、好評を持って迎えられた。1995年に発見された小惑星9090番「チロ天文台」（it:9090 Chirotenmondai）は、チロとその天文台を記念して命名されたものである。

## 生涯

### 出会い
チロと藤井の出会いは、1969年の冬のことであった。その日藤井は、デパートで開かれていた犬の展覧会に出かけていた。藤井は畜犬会社の担当者の熱心な勧めによって、当時としては大金の50,000円を支払って、生後3か月ほどの白い仔犬を引き取った。
当初藤井が「ぬいぐるみ」かと勘違いしたほどに、仔犬は衰弱していてほとんど動くことがなかった。仔犬を自宅に連れ帰った藤井は、ひどい下痢と熱に苦しむ仔犬をほぼ一晩中看病した。翌朝、看病疲れのために遅く起きだして、新聞を広げた藤井は驚愕した。藤井の目に入ったのは、あの畜犬会社本社が倒産したという記事であった。
いかにも弱々しかった仔犬は、藤井などの看護によってやがて元気を取り戻した。名前は藤井が住んでいた家の近くで飼われていた「チロ」という賢い犬にあやかって、その名をもらうことになった。チロも同じく賢い犬に成長し、教わったことはすぐに覚えて周囲を感心させていた。
元気になったチロは、その愛らしさと賢さで近所の人気者となった。ただしやんちゃでいたずら好きな性格で1日中あちこちを駆け回っていて、ときには近所の家の屋根の上にいたことさえあった。チロは外出好きの上に自動車に乗っても車酔いしない体質だったため、藤井の写真撮影や天体観測などに同行して車であちこちに出かけるようになった。

### 白河天体観測所の開設
白河天体観測所開設の話が持ち上がったのは、チロと藤井が出会う前の1967年夏のことであった。その日藤井は、国立科学博物館にあった村山定男の研究室を訪問していた。村山は藤井に、那須高原に格安な土地の出物があったので、かねてから計画していた天文台を建てたいと提案した。天文台の予定地となった土地は、藤井の住む街からも近い場所であり、それは藤井にとっても願ってもないことであった。
この計画に賛同したのは、村山と藤井の他に小山ひさ子、長井保、高橋實の合わせて5名であった。5名は資金を出し合い、350坪の土地を当時の価格にして35万円程度で入手することができた。
天文台の建設についても、安い価格で受注してくれる建設会社が見つかった。設計図が出来上がって工事が始まり、1階部分の鉄筋が組みあがったところで建設会社が倒産した。社長が前渡ししてあった工事代金の一部を持って行方不明となったため、天文台建設は頓挫するかと思われた。
天文台の工事は、落胆する藤井たちの様子に同情した地元の大工が引き継いでくれることになった。ただし、片手間での仕事となるため工事は進捗しなかった。藤井たちも素人ながらコンクリート打ちなどに従事し、計画から2年後の1969年10月、天文台が完成した。

### 犬の天文台長さん
北海道犬の血筋を受け継いだチロは、勇敢な性格でもあった。早春の昼下がりに、チロと冬眠明けのクマがにらみ合うという事件が起こり、「チロがやられる」と思った藤井は慌ててそばに駆け寄った。このときはチロもクマもお互いに引き下がったため、大事に至らずに済んだ。
チロとクマの対決話は、瞬く間に天文台に集う「星仲間」たちに広まった。星仲間たちはチロの勇敢さを讃え、「この天文台でいちばんたよりになるのはチロ」として「天文台長」に推薦した。これにはもう1つの理由があって、世間的な地位や肩書を抜きにして白河天体観測所で平等に星を楽しんでいるのにまた観測所内で肩書をつけることになっては面白くないので、たよりがいのあるチロを責任者に、ということであった。
「天文台長」に就任したチロの初仕事は、近くの牧場跡地にできた工場との交渉であった。数十本の水銀灯が夜間に点灯して夜道や夜空を明るく照らし出すようになったため、藤井たち星仲間はチロを伴って水銀灯の光量調整と消灯を申し入れた。工場長はチロが「天文台長」と聞いて唖然とした様子だったが、その申し入れを快諾した。それは工場長も幼いころからの天文ファンで、光害について理解していたためであった。
天文台長チロは、テレビ番組に何度も出演して人気を高めた。白河天体観測所には「チロの天文台を訪ねてみたい」と希望した紀宮清子内親王を始め、星新一、三田誠広、津島佑子などの著名人がたびたび訪問して星空の眺めなどを楽しんでいた。
チロは天文台長以外にも、白河天体観測所の「ガードマン」としての役目を果たしていた。観測所は普段無人でしかも周囲にはクマを含む野生動物が多かったため、扉を開くとチロが真っ先に中に入って様子を確かめるのを待ってから、他の星仲間が続いて中に入るのが通常となっていた。藤井と星仲間は、率先して行動してくれるチロの存在を頼もしく思っていた。
観測所通いが、チロの負傷によって一時期中断を余儀なくされたことがあった。その日は街なかにある藤井の自宅からも、珍しいことに星空がよく見えた。藤井は自宅の屋上に望遠鏡を担ぎ上げて、星空を観測していた。しばらくして階下のベランダにいたチロが藤井を呼ぶように鳴いたのが聞こえたため、藤井はチロを抱き上げて屋上に連れて行った。
観測を続けていた藤井は、視野の中に見えていた変光星について確認しようと考え、屋上にチロを残して2階の部屋に戻った。調べ物に没頭するあまり、藤井は屋上にいるチロの存在を失念していた。突然藤井の頭上から「なにかにすがりつこうとしているせっぱつまった奇妙な物音」が聞こえてきた。いったい何事かと藤井が顔を上げると、空中からまさにチロが落ちてくるのが目に入った。
この事態に慌てた藤井は、落ちてくるチロを必死に抱きとめようとしたが、間に合わなかった。そのときの藤井には、チロがそのまま地面にたたきつけられるのを見守るしかなかった。
チロの名を呼ぶ藤井の叫び声を聞きつけて、近所の人々が集まってきた。すぐに医者が呼ばれ、その診断によれば内出血があるが落ちた場所が庭の土の上だったため、5メートル以上転落したにもかかわらず負傷の程度は軽いというものであった。チロは手厚く看病され、1月ほどで後遺症もなく元気を取り戻すことができた。

### 「美人犬」チロ
白い毛並みにつぶらな瞳のチロは、「器量よしの美人犬」と近所で評判だった。近隣に住むオス犬たちもチロを気にかけていて、しばしば家のガラス越しにチロの姿を覗きに来ることがあった。
チロ自身が気に入っていた「ボーイフレンド」は、散歩道の途中で出会う通称を「井戸の上」というオス犬であった。「井戸の上」は傍目には器量が良いといいかねる犬であったが、チロは散歩の途中で必ずその家に少しの間立ち寄るのを習慣としてて、良好な関係を築いていた。藤井たちもチロのお気に入りの「ボーイフレンド」ということで、「井戸の上」には好意を抱いていた。
チロは「井戸の上」との間に「モク」、「ムク」、「コロ」、「ヒメ」という名の4匹の仔犬をもうけた。仔犬たちはみな星仲間たちのもとに引き取られて、大切に育てられた。
「井戸の上」の消息は、チロと藤井が街はずれの新居に引っ越したころに途絶えた。子供たちの噂話として「古井戸に落ちて死んだ」、「長患いの後に赤い椿の花に覆われて冷たくなっているのが見つかった」などと伝わってきたものの、本当のところは定かではなかった。

### チロの星まつり「星空への招待」
白河天体観測所はごく小規模な天文台で、しかも通常は無人であった。そのため、多数の人を対象にした天体観望会を開催するのは難しい話だった。そこで発案されたのは、山奥で星空の美しい場所に「星空への招待」という会合を設定して天文ファン同士が集って一夜を語り明かすというものであった。
この発案はさっそく実行に移され、呼びかけの「世話人代表」となったのはチロであった。「星空への招待」の会場は、磐梯山に近い中津川渓谷そばの駐車場と決まった。1975年8月30日、第1回目の「星空への招待」が開催された。このときの参加者は遠くは山口県からやってきた人もいたものの、わずかに33人を数えるのみであった。
各地から集まった星仲間たちは、日の高いうちはそれぞれの自作望遠鏡を披露しあいながら日暮れを待った。同じく日暮れを待っていたチロが空を見上げるように仰向けになって寝転んだので、星仲間の1人がそれを面白がって同様に寝転がった。夜空を見上げてみるとすぐさま「白鳥座の1等星デネブが2つ輝いている」と大きな騒ぎになった。
「2つ輝いているデネブ」の正体は、新星であった。この夜に出現した新星は地球から約4,000光年のところにある連星の一方が大爆発を起こしたもので、後に「V1500cyg」と命名された。通常は16等星程度だった星が2.2等まで急に増光したもので、これほどに明るい新星の出現は約40年ぶりのことであった。
「星空への招待」は開催に合わせたように出現した新星などによって人気が高まり、2回目以降は会場を観測条件がさらに良い標高約2,000メートルに位置する吾妻山の浄土平という場所に移して毎年夏休みに開催されることになった。「チロにあいにいこう」、これが「星空への招待」に集う星仲間たちの合言葉になっていた。藤井自身は「星空への招待」を毎年行うつもりなどなかったが、その後10年間も続けて開催することになったのは、初回に起きた新星騒動の余波が尾を引いていたためであった。

### 隕石捜索団
1977年5月10日、藤井と星仲間の大野裕明はチロを連れて仙台市天文台を訪れた。特段の用事などはなかったが、仙台市天文台長の小坂由須人や仙台の星仲間たちと流れ星や隕石などについて歓談したのちに帰途についた。このときの藤井たちには、1つの隕石が地球をめがけて月の距離よりも近い22万キロメートルのところを秒速20キロメートルの速度で進んでいることなど、知る由もなかった。
帰り道の途中、藤井たちは大野の家に立ち寄った。すでに日暮れは過ぎて21時30分頃になっていたが、藤井と大野はチロを車の助手席に残して家に上がり込んだ。車内に残されたチロが、急に大声で吠え始めたのが2人の耳に入ったがそのときはたいして気にも留めなかった。ついで大野の母が、「…いまの気味悪い音なんでしょう…」と2人に質問した。大野はその問いに車のドアをちょっと強めに閉めた音だと答えたが、間もなく「大火球」についての一報が電話で寄せられた。そしてその夜は、各地からの電話が一晩中鳴り続ける事態に至った。
このときの大火球（1977年小国火球）は、満月よりも明るい光度に達して人々を驚かせた。大火球は東関東から東北地方南部に向かって飛び、会津若松市付近の上空で数個に分裂しながらさらに飛行を続けた。落下時の「ドーン」という衝撃音は、福島県を中心とした約15,000平方メートルの範囲に響き渡った。
藤井は目撃者たちの数多い証言から、大火球は大気中で燃え尽きずに隕石となって落ちたに違いないと確信した。隕石の落下地点はさまざまな情報を総合して、山形県の南西端の小国町と新潟県北東部の関川村の間にある県境の山中と推定された。
落下した隕石を求めて、天体の専門家や天文ファン300人で構成される「小国隕石大捜索団」が早速結成された。捜索団の「団長」は、多数の賛成を得てチロに決まった。チロが選ばれた理由は、落下推定地点が山奥でクマなどに遭遇する危険がある上、かつて隕石が落下したとき、「落ちたての隕石は、魚の腐ったような臭いがした」という証言が何件も存在していたためであった。理由は他にもあって、捜索団の誰もがチロのことをよく知っていたためでもあった。
隕石捜索団の活動は、降雪のある時期を除いて毎週日曜日に多くの天文ファンが参加して、3年にわたって続けられた。懸命な捜索にもかかわらず、隕石の行方はわからないまま日々が過ぎていった。そのため、捜索団の参加者から「本当は、隕石は落ちなかったんじゃないのか」という意見が出始めた。その頃、参加者の1人を通して地元の住民から「大正時代に天から降ってきたというおむすび大の黒い石」の話が持ち込まれた。住民の話によれば、1922年5月30日に父親が田植えをしている最中に、突然西の空から大きな音と煙に包まれた物体が落下してきたという。他の村人は驚いて逃げ出したが、父親はその物体を素手で拾い上げてみたところやけどしそうなほどに熱かった。天文学者がその物体を確認したところ、まぎれもなく隕石であることが判明した。長さ13.4センチメートル、重さ1.8キログラムのその隕石は「長井隕石」と命名された。
藤井は早速長井隕石を借り出して、チロにその臭いを嗅がせてみた。チロもクンクンと鼻を鳴らして、その臭いを確かめるように嗅ぎ続けた。さらに隕石捜索団の「活躍」を聞いた他の住民が、自宅にある「おかしな鉄のかたまり」の鑑定を依頼してきた。この鉄のかたまりは1910年頃発見されたもので、その話を聞いた老婆が米一俵と交換したものであった。
捜索団の面々は、この古ぼけた鉄のかたまりを見てみな首を傾げた。しかし、チロのみがいつまでもその臭いを嗅ぎ続け、しまいには鼻先についた小さな鉄片をペロリと飲み込んでしまった。チロのただならない様子を見た村山は、他の参加者の勧めもあって鉄のかたまりを東京に持ち帰って念のため調査することにした。数日後、村山からあの鉄のかたまりはまぎれもない隕鉄だったとの連絡が入った。
重さ10.1キログラムの鉄のかたまりは「天童隕鉄」と命名され、国立科学博物館が200万円で買い取ることになった。チロの率いる隕石捜索団は、大火球の隕石こそ見つけることができなかったものの、今まで学界に知られていなかった2個の隕石を見つけ出すという大きな成果を上げた。

### 最後の星まつり、そして死
1981年の「星空への招待」は、部分日食の日にあたる7月31日（en:Solar eclipse of July 31, 1981）に開催された。この日は会場で、食分66%の部分日食が見られることになっていた。当日は台風が接近していたため曇ってしまった地方が多かったものの、山上にある会場は好天に恵まれた。会場に集まった約1200人に上る天文ファンは、青空の中で次第に細く欠けていく太陽の姿に見入って歓声を上げた。
その状況をよそに、チロは藤井の車の助手席でぐったりと横になっていた。藤井も部分日食が進行する間、チロの具合が悪いことが気になっていた。藤井はチロの胸に、その年の春先あたりから小さな腫瘍らしいものができていることに気づいていた。夏が近づくころには、その腫瘍はかなり大きくなっていた。チロが手術をして「星空の招待」に不参加となったら、チロに会うことを楽しみにしている天文ファンが失望するだろうとの考えから藤井は治療を先延ばしにしていた。その日の夜更け、会場内を見回っていた藤井のもとに「チロの様子が変だ」と星仲間の1人が急を知らせてきた。
チロがぐったりとうずくまっているのを目の当たりにした星仲間たちは、一刻も早い病院行きを口々に勧めた。チロは真夜中のうちに山から下りて、病院で治療を受けることになった。チロを乗せた車のそばに、大勢の星仲間が観測を中断して集まってきた。彼らがそれぞれチロを励ますと、チロもそれに応えて席から立ちあがってちょっと尻尾を振ってみせたが、結局それがチロと星仲間たちの最後の別れとなった。
チロを診察した病院長は、12歳というチロの年齢を考慮して表情を曇らせたものの、一刻も早い手術を勧めた。手術は「大手術を覚悟してください」との病院長の言葉どおり、3時間に及んだ。藤井は手術の続く間チロの無事を星に祈り、もっと早く手当をしてやればなどと後悔し続けていた。チロの手術は成功し、検査の結果腫瘍も良性と判明した。元気を取り戻したチロの姿に、星仲間たちも安心していた。
この状態は長くは続かず、9月に入った頃からチロの容体が悪化した。腹部が膨れて苦しくなり、立ったままで一睡もできない状態が三日三晩続いたため、藤井はチロに付き添ってその体を支えてやっていた。藤井は夜にチロを庭に連れ出して、自らの眠気を抑えつつ子守唄を歌いながらチロの体を支え続けた。
病院の医師たちも、チロのために最善を尽くしていた。しかしチロは1981年9月14日の夕方、藤井の腕の中で息を引き取った。その最期は静かなもので、普段どおりに気持ちよさそうに眠るチロの寝顔のようであった。藤井が病院からチロを抱いて戻ってくると、夜空には大きな月が昇ってきた。この夜は中秋の名月であったが、藤井が小さなチロをデパートから連れ帰った夜も同じく満月の夜であった。

## 死後

### 「星のチロ賞」
チロの死の知らせは、日本中の星仲間や天文ファンに瞬く間に広がっていった。チロの死を悼む電報や手紙が、次々と藤井のもとに寄せられた。
白河天体観測所でチロとともに星を見続けた星仲間や、「星空への招待」に参加した天文ファン、隕石捜索団のメンバーなどチロを直接知っている人々以外にも、星の雑誌や本、テレビ出演やマスコミの取材などを通じてチロの活躍に注目し続けていた天文ファンなどからも多くの便りが届けられた。その数は3,000通を超え、中には500円、1,000円などとチロ宛の香典が添えられているものもたくさん混じっていた。
藤井はこのお金をどうしたものかと思案したが、他の天文ファンからそれを基金にしてチロを記念する天文賞を創設してはどうかという提案が寄せられた。その提案は多くの賛同を得て、「星のチロ賞」が誕生した。「星のチロ賞」の選考委員には、当時の国立天文台長の古在由秀、東京大学教授の小尾信彌、そして白河天体観測所の創設メンバーでもある村山定男など天文学界の著名な人々があたることになった。これらの人々は、白河天体観測所や「星空への招待」の会場などでチロとともに星空を見上げたことがあり、みなチロと深くかかわっていた。
「星のチロ賞」の第1回受賞者となったのは、福岡のアマチュア天文家で反射望遠鏡の鏡面を600面も磨いて多くの天文ファンに星を観測する楽しみを与えた星野次郎と、香港に当時世界一のプラネタリウムを開設するために尽力した香港天空館館長の廖慶斉だった。第2回目の受賞者には、当時の仙台市天文台長で長きにわたって天文普及に尽くし、チロの隕石捜索団にも協力を惜しまなかった小坂由須人が選ばれた。

### 「星のチロ像」
チロの死から1月ほど経過したある日、藤井は1通の手紙を受け取った。手紙の差出人は「塩崎宇宙」という人物で、愛媛県八幡浜市在住の彫塑家であった。塩崎からの手紙の内容は、新聞でチロと星仲間たちの話を知って深く感動したので、製作費はいらないからぜひチロの銅像を作りたいという申し出だった。
藤井は銅像になったチロが雨にうたれる姿を想像すると気が進まなかったというが、塩崎からの手紙の続きを読み進めた。塩崎の「宇宙」という名は本名で、幼いころには天文学者を夢見たこともあったという。結局塩崎は好きだった彫刻の道を選び、大阪城の天守閣を飾るしゃちほこなど数多い作品を手掛けてきていた。
藤井は塩崎が30年前に作ったという少年時代の野口英世銅像を見に、猪苗代町にある翁島小学校まで出かけた。銅像のあるその場所は、かつて藤井がチロと一緒に天体写真を撮るために何度も訪れたところだった。今までは夜にしか行ったことがなかったので銅像の存在に気がつくことがなかったが、藤井は銅像のことに加えて「宇宙先生が宇宙犬チロの像をつくる」ということに不思議で奇妙な「めぐりあわせ」を感じていた。
藤井は塩崎の申し出を受け入れることを決め、チロの銅像製作が始まった。銅像は2年の製作期間をかけて「星のチロ像」として完成し、1983年の8月に開催された第9回「星空への招待」会場で披露された。会場に集まった2,000人の天文ファンは、チロとの「再会」を喜んで大きな拍手を送った。
塩崎は「星のチロ賞」トロフィーの製作も手がけた。このトロフィーは、10年間に14人の「星のチロ賞」受賞者に対して贈呈された。その後の「星のチロ像」は、かつての「星空への招待」会場跡に建てられた浄土平天文台に展示されている。

### チロの「活躍」は続く
「星のチロ像」の製作の話とほぼ同時期に、チロにかかわるもう1つの計画が天文ファンの間で持ち上がっていた。それは、「星空への招待」会場に運び込むことができる世界一の大移動望遠鏡を第10回（そして最後の開催でもあった）にあたる1984年の「星空への招待」開催までに星仲間たちの力を合わせて手作りし、みんなで「チロの星」を見つけようというものだった。この計画を発案したのは大野で、第8回「星空への招待」開会挨拶のときに言葉に詰まり、「星になったチロちゃんのための口径84センチの大望遠鏡をこの会場で披露しようと考えています」などと言ってしまったことから始まった話でもあった。84センチメートルという数字は、「星空への招待」の最後の開催となる10回目が「1984年」に開催されるという理由からであった。
この計画は、日本全国の星仲間たちの間で大きな反響を呼んだ。ただし、計画されたのは反射凹面鏡の直径が84センチメートルに及ぶ大口径望遠鏡だったため、星仲間たちの誰1人としてそれほどの規模のものを作った経験がある者はいなかった。それに、そのような大型の望遠鏡用鏡材に使うガラスが入手できるかさえ不明であった。
困難と思われたこの計画を成功に導いたのは「なあに、チロのことだもの、きっとうまくいくさ」という合言葉の力であった。チロにかかわるさまざまな計画は、非常な困難と思われてもいつもちゃんと実現するのが常のことであった。星仲間たちはこの合言葉を信じて行動し、すぐにただ1枚だけ日本国内にあった「パイレックス」という反射望遠鏡の鏡面作成に向いたガラスが格安な値段で入手できた上に、浅草橋に住むガラス切り名人の老人が「お代はいらねえ、チロの望遠鏡とやらが完成したら土星の輪っか見せてくんねぇ…」などと言いながらガラスを円形に切り出してくれた。次の課題は、凹面鏡のカーブを削り出す作業だった。これも白河天体観測所近くの森にある給水塔のてっぺんから長い鉄棒を吊り下げてその先端にダイヤモンド付きのカッターを取り付け、振り子のように左右に振らせながら少しずつガラス材を削り込むという方法を採ったところ、わずか1日の作業で凹面鏡のカーブが完成した。続く凹面鏡のアルミメッキ作業も、仏具メーカーの協力を得てメッキ釜を借り、8,000円という破格の安値で仕上げることができた。
完成した凹面鏡と星仲間たちがそれぞれ手分けして作り上げた望遠鏡の部品は1984年の第10回「星空への招待」会場に運び込まれ、その場で組み立て作業が進められた。完成した「チロ望遠鏡」の巨大さは、組み立て作業に携わった星仲間たちでさえ驚くほどのものであった。その後、チロ望遠鏡はNHK教育テレビのジュニア大全科「実写星空図鑑」という番組で使用されて多くの視聴者に大望遠鏡が見せる星空の素晴らしさを伝えた。
後にチロ望遠鏡には車輪がとりつけられた。これは「星空への招待」会場だけではなく、日本各地で開催される天体観望会にも望遠鏡自身が自分の「足」で参加できるようにとの配慮であった。陸運局の許可と車両ナンバーをもらうときには、折しも大きな話題となっていたハレー彗星を引き合いに出して「全国の皆さんにハレー彗星を見てもらうためのキャラバンを実施するつもりです」と言ったところ運輸省からの特別の許可がすぐに下りた。
さらに口径60センチメートル、口径50センチメートル、および口径20センチメートルと小型のチロ望遠鏡も作られ、同じく日本全国に出かけるようになった。口径50センチメートルのチロ望遠鏡は日本航空の協力を得てジャンボジェットによってオーストラリアに空輸され、ハレー彗星のテレビ生中継で星仲間たちとともに活躍した。
チロに関しては、その存命中から別の計画が持ち上がっていた。その計画はチロが天文台長になったころからあったもので、赤道をはさんで地球の反対側にあたる西オーストラリアにももう1つの天文台を作ろうというものであった。オーストラリアの星仲間たちの協力を得て1995年にこの計画は実行に移され、チロを記念して「チロ天文台」と命名された。
資金面では藤井が執筆して80万部を売り上げた『星になったチロ』によるところが大きく、チロが日本とオーストラリアの星仲間たちの夢を実現させたという面もあった。チロ天文台の敷地はおよそ1万坪（約33,057.9平方メートル）で、甲子園球場並みの広さであった。オーストラリアのチロ天文台にも、白河天体観測所の30センチメートル反射望遠鏡とほぼ同じものが設置された。
1997年、スペースシャトル「コロンビア号」（STS-87）でチロは宇宙に旅立った。これはコロンビア号に乗り組み、日本人宇宙飛行士として初の船外活動を行った土井隆雄が、「チロを宇宙につれていってほしい」という星仲間たちの願いを受け入れて、チロのイラストを描いたステッカーを宇宙に持参したものであった。
オーストラリアのチロ天文台からは、コロンビア号の飛行を1晩のうちに2回も好条件で見ることができた。藤井とオーストラリアの星仲間たちは毎晩のように夜空を見上げながら、遥かな宇宙を飛び続ける土井とチロに手を振って声援を送っていた。土井はのちに白河天体観測所を訪問し、ともにSTS-87で宇宙に旅立ち、そして帰還を果たしたチロのステッカーを星仲間たちに手渡している。

### 星になったチロ
1995年10月28日、円館金と渡辺和郎は北海道北見市の観測所で周期4.5年の小惑星9090番を発見した。この小惑星はチロとその天文台を記念して「チロ天文台」と命名された。北海道犬チロの星が、北海道にいる星仲間の発見によって誕生したということであった。
藤井は『星になったチロ』のあとがきを「本当に星になって宇宙をめぐるチロの星を、いつかみなさんにチロ望遠鏡で見てもらえることでしょう。お楽しみに…」と結んでいる。

### 白河天体観測所の「店じまい」
チロが「天文台長」として活躍した白河天体観測所は、2011年に発生した東日本大震災の被害に遭って望遠鏡類は機械部分の損傷が大きく、旧暗室などが崩壊するなどの甚大な被害を受けた。さらに地盤が火山灰地で脆弱だったため、液状化現象を起こして建物全体が上下左右に傾いた。それに福島第一原子力発電所からの放射能が周囲に大量に降り注いだため、山の中にある白河天体観測所は周辺の市町村よりも線量がずっと高く除染作業が困難なため、およそ30年は待たなければならないということであった。
実は白河天体観測所の創立メンバー5人の間では、1つの「決めごと」が存在していた。その「決めごと」というのは5人のうち「天界」に昇った者が半数を超えたら、そのときは白河天体観測所を「店じまい」にしようというものであった。5人のうち小山、長井、そして村山が「天界」の住人となり、チロも加えると天界組と下界組の比率は4対2となっていた。
下界に残された形となった藤井は、もう1人の下界組である高橋と白河天体観測所の今後について相談した。大地震と放射能という予想外の事態があったものの、人身事故のようなことが全く起こらずに50年近い年月を楽しむことができた白河天体観測所を、当初の「決めごと」のとおり「あっさり、すっきり店じまい」するという結論に至った。白河天体観測所での「お楽しみ」は、オーストラリアのチロ天文台が引き継ぐことになった。藤井は2022年12月28日に死去した。

## チロを題材とした作品
チロの死後、藤井はチロとのエピソードや周囲の「星仲間たち」との交流などを『星になったチロ』という1冊の本にまとめた。『星になったチロ』は1984年4月にポプラ社から発行されて80万部を売り上げる大ベストセラーとなり、読書感想文コンクールの課題図書に取り上げられるなど好評を持って迎えられた。『星になったチロ』は同じくポプラ社から2002年に新書化されて、子供たちに読み継がれている。
五藤光学研究所は2003年にプラネタリウム向けの配給番組『星になったチロ』を製作し、日本各地のプラネタリウムで上映された。2006年には近藤たかしによって漫画化され、月刊プレコミック ブンブン（ポプラ社）で前後編として掲載された。
藤井は、『チロと星空』（1987年初版、2003年新書化、ポプラ社発行）や『白河天体観測所』（2015年、誠文堂新光社発行）などの著書でもチロを題材としている。藤井はチロを「案内役」として子供向けに星座や天体などを解説した『チロの天文シリーズ』（誠文堂新光社発行）や『チロの星空カレンダー』（ポプラ社発行）なども執筆した。